# 山下了
山下 了（やました さとる、1965年 - ）は、日本の物理学者。東京大学素粒子物理国際研究センター准教授。理学博士。

## 経歴
- 1989年：京都大学理学部卒業
- 1995年
  - 京都大学大学院博士後期課題了[1]
  - 東京大学素粒子物理国際研究センター助手
- 1996年：日本学術振興会海外特別研究員
- 1998年：ヒッグス探索グループ統括責任者
- 1999年：ヒッグス物理研究アジア責任者
- 2003年：東京大学素粒子物理国際研究センター准教授
- 2012年：ILC戦略会議委員

## 出演情報
- 2013年2月6日：クローズアップ現代 「ヒッグス粒子を超えろ～日本の巨大加速器計画～」 NHK